# Volo Pakistan International Airlines 705
Il volo Pakistan International 705 era un volo di linea della Pakistan International Airlines tra l'aeroporto di Jinnah e l'aeroporto di Heathrow con scali intermedi a Dhahran e Il Cairo.
Il 20 maggio 1965 il Boeing che operava il volo precipitò durante l'avvicinamento all'aeroporto del Cairo
All'epoca e fino all'incidente del volo Flash 604 nel 2004 fu il più grave incidente aereo su suolo egiziano.

## L'aereo
L'aereo coinvolto nell'incidente era un Boeing 720-040B con numero di registrazione AP-AMH e C/N 18379 consegnato il 19 ottobre 1962. Era motorizzato da quattro motori a getto JT3D-3B

## L'incidente
Tutti gli orari sono espressi in formato GMT
Il Boeing decollò da Dhahran alle 21:22 ed alle 23:40 venne autorizzato dalla torre di controllo ad atterrare sulla pista 34. Alle 23:45 i piloti riportarono di essere ormai prossimi all'atterraggio. Tre minuti più tardi il velivolo impattò il suolo.

## Le indagini
Per accertare le cause dello schianto venne nominata una commissione di inchiesta presieduta dal Direttorato Generale dell'Aviazione Civile egiziano. Gli investigatori, seppur recuperarono entrambe le scatole nere, non furono in grado di spiegare come mai il Boeing iniziò a perdere quota durante l'avvicinamento finendo per poi impattare il suolo.